# Macrobrachium johnsoni
Macrobrachium johnsoni is een garnalensoort uit de familie van de Palaemonidae. De wetenschappelijke naam van de soort is voor het eerst geldig gepubliceerd in 1979 door Ravindranath.